# RAF Waddington

i7
i11
i13
Die Royal Air Force Station Waddington (IATA-Code: WTN, ICAO-Code: EGXW), kurz RAF Waddington, ist ein Militärflugplatz der britischen Royal Air Force am östlichen Ortsrand von Waddington in der Grafschaft Lincolnshire, England. Die Basis ist eine der größten der RAF und im Moment (Stand: 2011) Haupteinsatzbasis der Flugzeuge für Spezialmissionen.

## Geschichte
Die Vorgängerorganisation der Royal Air Force, das Royal Flying Corps, eröffnete die Basis 1916 als Schulungsstation, 1920 wurde sie jedoch bereits wieder deaktiviert.
Im Zuge der Hochrüstung im Vorfeld des Zweiten Weltkrieges begann 1934 eine Vergrößerung und Modernisierung, und 1937 begann am Platz wieder der Flugbetrieb. Die Station war fortan dem RAF Bomber Command zugeordnet. Im Krieg flogen neben britischen Squadrons auch zwei Bomberstaffeln der Royal Australian Air Force ihre Angriffe auf Nazi-Deutschland. RAF Waddington war die Bomber Command Station mit den meisten Verlusten bei Einsätzen über dem besetzten Kontinent und dem Deutschen Reich. Einer dieser Angriffe fand am 17. April 1942 auf Augsburg statt. Das Ziel des Angriffs, an dem auch Bomber aus Woodhall Spa teilnahmen, war MANs Produktionsstätte für U-Boot-Dieselmotoren. Der Staffelkapitän, Squadron Leader John Nettleton, erhielt nach dieser Operation das Victoria Cross. Insgesamt gab es 345 Verluste, 103 Hampdens, 15 Manchesters und 227 Lancasters.
RAF Waddington blieb fast 50 Jahre ein Bomberstützpunkt. Zwischen 1953 und 1955 wurde die Basis geschlossen und für den Betrieb von düsengetriebenen Bombern ertüchtigt. Im weiteren Verlauf des Kalten Krieges waren hier drei Staffeln britische Atombomber der V-Bomberflotte des Typs Vulcan stationiert, und erst 1984 wurde die letzte Vulcan-Staffel außer Dienst gestellt. Zwei Jahre zuvor kamen die letzten Waddington-Vulcans noch beim Falklandkrieg zum Einsatz.
In den folgenden Jahren entwickelte sich die Station zur Basis der Aufklärungsflugzeuge für spezielle Missionen, unter anderem waren hier sämtliche E-3D Sentry AEW1 (ab Juli 1991, zunächst 8. und später auch die 23. Staffel), Nimrod R1 (ab 1995, 51. Staffel), Sentinel R1 (ab Dezember 2008, 5. Staffel) und Shadow R1 (ab Oktober 2011, 14. Staffel) stationiert.
Die „RAF Waddington International Airshow“ fand erstmals 1995 und zwischen 2011 und 2014 jährlich statt.
Die No. 34 Expeditionary Air Wing (EAW) wurde am 1. April 2006 in Waddington aufgestellt. Zur EAW gehören keine der fliegenden Staffeln. Der Kommandeur der Basis ist seither gleichzeitig Kommandeur der EAW. 
Ab 2007 gehörte mit der 39. Squadron erstmals auch eine Drohnenstaffel zur Basis. Die MQ-9A „Reaper“ wurden allerdings von der Creech Air Force Base in Nevada aus betrieben. Die Staffel wurde Mitte 2022 aufgelöst und eine Bodenstation wurde seinerzeit nach Waddington verlegt, von wo aus seit 2012 mit der 13. Squadron eine zweite MQ-9 Staffel ihre Einsätze führte. Die Luftfahrzeuge selbst operierten von vorgeschobenen Einsatzbasen zum Beispiel im Mittleren Osten.
Die 51. Squadron stellte ihre letzten Nimrods im Juni 2011 außer und drei Jahre später 2014 das Nachfolgemodell, die RC-135V/W, in Dienst. In jenem Jahr begann der Russisch-Ukrainische Krieg und die Flugzeuge der Staffel überwachen seither regelmäßig russische Aktivitäten an der NATO-Ostflanke.
Wegen Instandsetzung des Flugplatzes fand 2015 kein Flugtag statt und aus Sicherheitsgründen wurde die 2016er Ausgabe des jährlichen Flugtags abgesagt und beschlossen die Veranstaltung ab 2017 im benachbarten Scampton durchzuführen.
Im Frühjahr 2021 wurden die 5. Squadron samt ihrer Sentinel-Aufklärer außer Dienst gestellt. Die Sentry-Frühwarnflugzeuge der 8. Squadron flogen im Juli desselben Jahres ihren letzten Einsatz und wurden im folgenden Herbst außer Dienst gestellt.
Die zweite Generation der MQ-9-Drohnen, die von der RAF als „Protector RG.1“ bezeichnete MQ-9B, erhielt die Zulassung für den Betrieb im britischen Luftraum. Sie kann deshalb im Unterschied zu den älteren MQ-9A in Waddington stationiert werden. Das erste Exemplar traf Ende September 2023 auf der Basis ein und die 31. Squadron als ihr erster Betreiber wurde Anfang Oktober des Jahres reaktiviert. Die Ausbildungseinrichtung wurde 2025 eröffnet.

## Heutige Nutzung
Bis heute (Stand 2021) ist Waddington ein wichtiger Luftwaffenstützpunkt der Royal Air Force, auf dem die folgenden fliegenden Staffeln stationiert sind, die zusammen mit den Unterstützungsbereichen seit Mai 2021 das ISTAR Wing bilden:
- 8. Squadron, E-3D Sentry AEW1, Juli 1991 bis September 2021[7]
- 13. Squadron, MQ-9A „Reaper“, seit Oktober 2012. Die Drohnen selbst sind größtenteils noch in Afghanistan, der Rest auf der Creech Air Force Base in Nevada stationiert.
- 14. Squadron, Shadow R1, seit Oktober 2011
- 31. Squadron, MQ-9B „Protector RG.1“, seit Oktober 2023.[8]
- 51. Squadron, RC-135V/W, seit November 2013
- 54. (R) Squadron, Reservestaffel, die als Umschuleinheit für sämtliche fliegenden Waffensysteme Waddingtons fungiert, ohne eigene Luftfahrzeuge, die bei Bedarf von den Einsatzstaffeln geliehen werden.
- 56. (R) Squadron, Reservestaffel, die als Erprobungseinheit Waddingtons dient und ebenfalls keine eigenen Flugzeuge besitzt
- 216. Squadron, Erprobungsstaffel für Drohnenschwärme, seit April 2020[9]

Ende 2021 wurde die Sentry-Flotte außer Dienst gestellt, da die Maschinen ab 2023 durch die Boeing E-7 Wedgetail ersetzt werden sollen, für die allerdings der Stützpunkt RAF Lossiemouth vorgesehen ist. 2024 kommt mit der 31. Squadron eine dritte Drohnenstaffel hinzu, sie wird die MQ-9B „SkyGuardian“ (Protector RG1) nutzen, die auch im europäischen Luftraum fliegen darf. Der Stützpunkt wird auch regelmäßig von den AWACS-Flugzeugen der NATO aus Geilenkirchen genutzt.

## Sonstiges
RAF Waddington ist neben RAF Coningsby die letzte verbliebene Flying Station in Lincolnshire, auf der eine nennenswerte Anzahl von Einsatzkräften der RAF stationiert ist. Im Zweiten Weltkrieg gab es in der Grafschaft eine ganze Reihe weiterer Stützpunkte des RAF Bomber Command.